# Parafia św. Szymona i Judy Tadeusza Apostołów w Szelkowie
Parafia pw. św. Szymona i św. Judy Tadeusza w Szelkowie – parafia rzymskokatolicka należąca do dekanatu różańskiego, diecezji łomżyńskiej, metropolii białostockiej.

## Historia
Parafia pw. św. Ap. Szymona i Judy Tadeusza została erygowana 5 lutego 1402 r. przez biskupa płockiego Jakuba z Korzkwi.

## Miejsca kultu
Kościół parafialny
Obecny kościół murowany pw. św. Ap. Szymona i Judy Tadeusza został zbudowany w latach 1975–1978 staraniem ks. proboszcza Aleksandra Pasternakiewicza; konsekrowany 28 października 1978 r. przez biskupa płockiego Bogdana Sikorskiego. W latach 1995–2000 staraniem ks. proboszcza Stanisława Marca przeprowadzono remont kościoła.
Kościoły filialne i kaplice
Na terenie parafii znajduje się kościół filialny pw. św. Rozalii, położony na leśnym uroczysku.
Dawniej posiadane lub użytkowane przez parafię świątynie
W historii parafii istniało kilka kościołów. 
Kościół murowany zbudowany w latach 1817–1818 staraniem ks. M. Modzelewskiego, następnie przebudowany i powiększony w 1901 r. staraniem ks. Kazimierza Zajączkowskiego został konsekrowany 26 kwietnia 1907 r. przez biskupa płockiego Apolinarego Wnukowskiego. Podczas wojny w 1944 r. zniszczony całkowicie przez Niemców. 
W latach 1950–1951 wybudowano tymczasową murowaną kaplicę, staraniem ks. Józefa Gosika.

## Inne budowle parafialne i obiekty małej architektury sakralnej
Plebania;
Plebania murowana wybudowana w 1949 r. staraniem ks. proboszcza Józefa Gosika.
Diecezjalny Dom Rekolekcyjny
Obok kościoła parafialnego w Szelkowie znajduje się Diecezjalny Dom Rekolekcyjny zbudowany w latach 1982–1988 staraniem ks. proboszcza Stanisława Pakieły i wikariusza ks. Marka Makowskiego.

## Duszpasterze
Proboszczowie w 75-leciu
- 1922–1938: ks. Edmund Marcin Bieńkowski
- 1938–1944: ks. Józef Dołęgowski
- 1945–1959: ks. Józef Gosik
- 1959–1975: ks. Romuald Biedrzycki
- 1975–1982: ks. Aleksander Pasternakiewicz
- 1982–1985: ks. Stanisław Pakieła
- 1985–2004 ks. Stanisław Marzec
- 2004–2012 ks. Marek Rogowski
- 2012–2017 ks. Tadeusz Golon
- od 2017 ks. Piotr Kleczyński

## Zasięg parafii
Bullą „Totus Tuus Poloniae populus” papieża Jana Pawła II z 25 marca 1992 r. parafia Szelków została włączona do Diecezji łomżyńskiej z Diecezji płockiej.
W granicach parafii znajdują się miejscowości
- Ciepielewo,
- Kaptury,
- Laski,
- Łaś,
- Magnuszew Duży,
- Magnuszew Mały,
- Nowy Sielc,
- Nowy Strachocin,
- Nowy Szelków,
- Orzyc,
- Rostki,
- Smrock Dwór,
- Smrock Kolonia,
- Stary Sielc,
- Stary Strachocin,
- Stary Szelków,
- Święta Rozalia.